# Lijiajie
Lijiajie (kinesiska: 李家街, 李家街乡) är en socken i Kina. Den ligger i provinsen Heilongjiang, i den nordöstra delen av landet, omkring 300 kilometer nordväst om provinshuvudstaden Harbin.
Genomsnittlig årsnederbörd är 664 millimeter. Den regnigaste månaden är juli, med i genomsnitt 232 mm nederbörd, och den torraste är januari, med 6 mm nederbörd.